# Paratoxopoda nigritarsis
Paratoxopoda nigritarsis är en tvåvingeart som beskrevs av Oswald Duda 1926. Paratoxopoda nigritarsis ingår i släktet Paratoxopoda och familjen svängflugor. Inga underarter finns listade i Catalogue of Life.